# Бригамия
Бригамия (также брайямия, или брайамия; лат. Brighamia) — род растений семейства Колокольчиковые (Campanulaceae), эндемик Гавайских островов.
Род назван в честь американского ботаника Уильяма Тафтса Бригама (1841—1926).

## Ботаническое описание
Поликарпические деревца. Стебель неразветвлённый, мясистый, невысокий, увенчан розеткой листьев. Листья мясистые.
Цветки крупные, душистые, собраны в 3—8-цветковые, пазушные кисти. Венчик блюдцевидный, жёлтый или белый; трубка тонкая, прямая. Плод — коробочка, раскрывается двумя продольными боковыми щелями в каждом гнезде. Семена белые, морщинистые. 2n=28.

## Виды
Род включает 2 вида:
- Brighamia insignis A.Gray typus[1] — Бригамия замечательная
- Brighamia rockii H.St.John